# Estocafic
L’estocafic (ou estocaficada) est le nom donné à un mets niçois à base de stockfish (aiglefin ou morue séchés). 
L’usage de cuisiner et de consommer du stockfish provient de Scandinavie et notamment de Norvège. Dès le XIIe siècle sa consommation se diffusait à toute une Europe chrétienne et carnivore, car outre l’apport nutritionnel, le stockfish cuisiné avec de l'huile d'olive permettait de faire Carême en tous lieux et toutes circonstances.
La connaissance du stockfish par les Niçois, et l'habitude de le cuisiner, datent probablement de l’époque où les navires marchands, en provenance des Flandres et se dirigeant vers les métropoles maritimes de la péninsule italienne, mouillaient leurs ancres à l’abri de la citadelle de Nice et de Villefranche-sur-Mer.

## Préparation
Les filets trempent plusieurs jours à l’eau courante, autrefois dans les lavoirs ou les torrents, afin d’être réhydratés. Ensuite, on les coupe en morceaux, puis les cuisine comme un ragoût avec des pommes de terre, des poivrons, de l’huile d’olive, des olives, de l'ail, de l'oignon et un bouquet garni.
Le repas où l'on sert le stockfish niçois s'appelle aussi une « estocaficada ».

## Record
Depuis 2007, le Niçois Pierre Botticelli détient le record du monde du plus grand stockfish servi en un seul repas à 2 400 convives.